# ユン・ブン
ユン・ブン（元彬、またはユエン・ブン、Yuen Bun、1954年 - ）は、香港出身の映画監督、アクション監督、武術指導。中国戯劇学院出身。

## 来歴
本名は陶周坤、京劇愛好者の両親の元に1954年生まれる。7歳から子役として映画に出演していた。8歳の時にサモ・ハン・キンポーやジャッキー・チェンが所属していた中国戯劇学院に入門。同門には、ユン・ピョウ（元彪）、ユン・ワー（元華）、ユン・ケイ（元奎）、ユン・チウ（元秋）らがおり、学院で優秀な生徒7人で構成される“七小福”のひとりであった。
1970年代よりショウ・ブラザーズ作品に端役として出演。当時第一線で活躍した武術指導のトン・ガイ（唐佳）やウォン・ペイチー（黄培基）のもとでスタントマンとして働き、ユン・ワーとともに彼等の助手を務め武術指導としての経験を積んだ。1980年代後半からは現代アクションの武術指導をする機会が増え、『特警90（原題）』や『特警90 II 之亡命天涯（原題）』といったTVBドラマでテレビ時代のジョニー・トーと出会っている。
その後はチン・シウトン、ツイ・ハークらと組み、1992年第20回金馬奨 においては『ドラゴン・イン/新龍門客棧』でチン・シウトンとともに最佳武術指導を受賞。1993年公開のワンス・アポン・ア・タイム・イン・チャイナシリーズ第4弾『ワンス・アポン・ア・タイム・イン・チャイナIV 天地覇王』ではツイ・ハークの後を受け監督デビューしている。
1990年代後半以降はツイ・ハーク作品に加え、ジョニー・トーからのオファーが続き『ヒーロー・ネバー・ダイ 真心英雄』、『マッスルモンク』、『柔道龍虎房』 、『ブレイキング・ニュース』、『スリ』などヒット作のアクション監督を担当した。
長年組んできたツイ・ハークからの信頼は厚く、彼が総合プロデュースしたTVドラマ版『セブンソード 〜七剣下天山〜』でも途中から武術指導を任され、また『王朝の陰謀 判事ディーと人体発火怪奇事件』や『ライズ・オブ・シードラゴン 謎の鉄の爪』、『タイガー・マウンテン～雪原の死闘～』といった大作映画にも携わり、2012年の第31回香港電影金像奨にてツイ・ハーク監督作『ドラゴンゲート 空飛ぶ剣と幻の秘宝』で最佳動作設計を受賞している。

## 主な作品

### 監督作品
ワンス・アポン・ア・タイム・イン・チャイナIV 天地覇王 黃飛鴻之四王者之風 (1993) 

　香港麻薬捜査官 怒海威龍（1995） 

　古宅魅影 (2004)

### 武術指導・アクション監督作品
- 1989年

　線人

　特警90（テレビドラマ）
- 1990年

　孔雀王　アシュラ伝説 孔雀王子II之阿修羅 

　愛的世界 

　天若有情

　特警90 II 之亡命天涯（テレビドラマ）
- 1991年

　天使特警 

　沙灘仔與周師奶 

　チャイニーズ・ゴースト・ストーリー3　倩女幽魂3 道道道
- 1992年

　ドラゴン・イン/新龍門客棧 新龍門客棧 

　アンディ・ラウの カジノタイクーン 賭城大享之新哥傅奇 

　ロイヤル・トランプ

　ロイヤル・トランプ2

　スウォーズマン 女神伝説の章 笑傲江湖之二 東方不敗
- 1993年

　ワンス・アポン・ア・タイム・イン・チャイナ 天地争覇　黃飛鴻之三獅王爭霸 

　青蛇転生 青蛇
- 1994年

　ワンス・アポン・ア・タイム・イン・チャイナ V 天地撃攘 黃飛鴻之五龍城殲霸 

　ゴッド・ギャンブラー完結編 賭神2
- 1995年

　大陸英雄伝 和平飯店 

　無味神探 

　ブレード/刀 刀 

　金玉満堂/決戦!炎の料理人 金玉満堂
- 1996年

　欲望の街・外伝/ロンリーウルフ 洪興仔之江湖大風暴 

　ビビアン・スーのパイレーツの逆襲 黃金島歷險記 

　摂氏32℃

　霊幻道士 殭屍道長II （テレビドラマ）
- 1997年

　パラダイス! 兩個只能活一個 

　ファイヤーライン 十萬火急
- 1998年

　ヒーロー・ネバー・ダイ 真心英雄 真心英雄 

　デッドポイント～黒社会捜査線～ 非常突然 

　ノック・オフ Knock off
- 1999年

　わすれな草 半支煙
- 2001年

　天上の剣-The Legend of ZU- 蜀山傳

　大欽差之皇城神鷹（テレビドラマ）

　笑傲江湖（テレビドラマ）
- 2002年

　ブラックマスク2 黑俠 II

　レジェンド・オブ・フラッシュ・ファイター 書剣恩仇録（テレビドラマ）
- 2003年

　マッスルモンク 大隻佬

　少年康熙（テレビドラマ）
- 2004年

　ブレイキング・ニュース 大事件 

　新世紀Mr.Boo! ホイさま カミさま ホトケさま 鬼馬狂想曲 

　イエスタデイ、ワンスモア 龍鳳鬥 

　柔道龍虎房 柔道龍虎榜 

- 2005年

　セブンソード 〜七剣下天山〜（テレビドラマ）
- 2007年

　強奪のトライアングル 鐵三角
- 2008年

　MISSING ミッシング MISSING/深海尋人

　スリ 文雀
- 2010年

　王朝の陰謀 判事ディーと人体発火怪奇事件 狄仁傑之通天帝國

　THE MYTH 神話 神話（テレビドラマ）
- 2011年

　戰國 

　ドラゴンゲート 空飛ぶ剣と幻の秘宝 龍門飛甲
- 2013年

　ライズ・オブ・シードラゴン 謎の鉄の爪　狄仁傑之神都龍王
- 2014年

　タイガー・マウンテン〜雪原の死闘〜 智取威虎山3D 

　カンフー・ジャングル 一個人的武林
- 2016年

　修羅の剣士　三少爺的劍
- 2017年

　擇天記 〜宿命の美少年〜 擇天記（テレビドラマ）

## 主な受賞歴
- 1992年 第20回金馬奨 最佳武術指導『ドラゴン・イン/新龍門客棧』。チン・シウトン、ユン・ブン
- 2012年 第31回香港電影金像奨　最佳動作設計『ドラゴンゲート 空飛ぶ剣と幻の秘宝』。ユン・ブン（元彬）、ラム・ホイホン（藍海瀚）、チャン・チェン・フー（孫建魁）
- 2015年 第34回香港電影金像奨 最佳動作設計『カンフー・ジャングル』。ドニー・イェン、トン・ワイ（董瑋）、ユン・ブン、イム・ワー（嚴華）